# Stigmatolaelaps
Stigmatolaelaps es un género de ácaros perteneciente a la familia  Laelapidae.

## Especies
- Stigmatolaelaps greeni (Oudemans, 1902)
- Stigmatolaelaps hunteri Krantz, 1998
- Stigmatolaelaps sumatrensis Krantz, 1998